# Giuliana Puricelli
Giuliana Puricelli (Busto Arsizio, Llombardia, 1427 - Varese, 15 d'agost de 1501) fou una religiosa catòlica llombarda de l'orde de Sant Agustí. Puricelli va abandonar la seva llar després que el seu pare la volgués casar i així va fugir a una ermita on es va posar sota la direcció espiritual de Caterina Moriggi. Les dos es van fer amigues íntimes i la seva ermita va anar creixent durant les dècades següents. La seva fama es va notar arreu de la zona per la seva contemplació i pràctiques penitencials, així com pel seu desig de viure una vida de clausura meditant en Déu.
La devoció a Puricelli va portar a la seva beatificació el 16 de setembre de 1769 després que el papa Climent XIV confirmés el seu culte local.

## Biografia
Giuliana Puricelli va néixer a Busto Arsizio l'any 1427 d'una família de camperols. Maltractada pel seu pare, va fugir de casa i es refugià al santuari del Sacro Monte de Varese, on s'uní a Caterina Moriggi que hi feia vida eremítica. La seva vida de pregària i penitència va causar admiració, i altres joves van voler seguir el seu exemple i s'hi constituí una comunitat d'eremites.
Puricelli es va fer amistat íntima amb Moriggi, que va ser la seva directora espiritual quan va entrar a l'ermita i ambdues van fer créixer l'ermita per atraure nous membres amb una vida de pregària i penitència. El 1475 van fundar el convent. El papa Sixt IV li va concedir el permís el 10 d'agost de 1476 per viure la vida monàstica i va assumir l'hàbit religiós. Puricelli va destacar per la seva força d'esperit i la seva paciència, a més de la seva contemplació assídua de Déu. La monja, que era analfabeta, anava a buscar sovint aigua dolça per als pelegrins que visitaven l'ermita.
Puricelli va morir al convent el 15 d'agost de 1501 després d'haver servit com a abadessa des de la mort de Moriggi el 1478. Les seves restes van ser traslladades el 23 d'octubre de 1650 i es van traslladar novament a prop de les de Moriggi el 1729.
Des de la seva mort rebé culte, que fou reconegut per la Congregació de Ritus el 12 de setembre de 1769; Climent XIV el confirmà el 16 de setembre següent. El Martirologi romà en fixa la festivitat el 15 d'agost.